# Hermann August Theodor Harms
Hermann August Theodor Harms (1870 – 1942) was een Duitse botanicus. Hij was hoogleraar in de botanie aan de Preußische Akademie der Wissenschaften.
In 1938 reviseerde hij het geslacht Nepenthes door dit in te delen in drie ondergeslachten: Anurosperma, Eunepenthes en Mesonepenthes. Ook is hij de auteur van meerdere soorten passiebloemen.
- Bibliothèque nationale de France: cb123866310 (data)
- Author citation (botany): Harms
- CiNii: DA08392491
- Gemeinsame Normdatei: 116482974
- International Standard Name Identifier: 0000 0001 1580 9150
- Library of Congress Control Number: no2015057688
- Nationale Bibliotheek van Tsjechië: mub20211127479
- Nationale bibliotheek van Australië: 35791524
- Nederlandse Thesaurus van Auteursnamen: 069423229
- Réseau des bibliothèques de Suisse occidentale: 02-A003348582
- Istituto Centrale per il Catalogo Unico: PUVV247817
- Système universitaire de documentation: 032935226
- Museum of New Zealand Te Papa Tongarewa: 50848
- Trove: 1089579
- Virtual International Authority File: 121829090
- WorldCat: E39PBJwD4jQQPx9fqGhmJCdWjC